# Neeksplodirana ubojna sredstva
Neeksplodirana ubojna sredstva (NUS, včasih tudi skrajšano UO), neeksplodirane bombe in eksplozivni ostanki vojne so eksplozivno orožje (bombe, granate, granate, kopenske mine, pomorske mine, kasetno strelivo in drugo strelivo), ki ne eksplodirajo kar tako a še vedno predstavljajo nevarnost detonacije, včasih tudi več desetletij po tem, ko so bila uporabljena ali zavržena. NUS ne izvirajo vedno le iz vojnega območja vendar tudi na vojaških poligonih pa čeprav so bili že davno opuščeni je na njih lahko še veliko teh sredstev. NUS iz prve svetovne vojne so še vedno zelo nevarna namreč vsebujejo strelivo s strupenim plinom. Ko se odkrijejo nezaželena streliva se uničijo v nadzorovanih eksplozijah, vendar se zgodi da se tudi naključna detonacija celo zelo starih eksplozivov konča s smrtnimi posledicami.
Oseminosemdeset držav je onesnaženih s kopenskimi minami, ki vsako leto ubijejo ali pohabijo 15.000–20.000 ljudi.  Približno 80% žrtev je civilnih prebivalcev, najbolj prizadeti pa so otroci. Po ocenah se v nekaj urah po eksploziji zgodi 50% smrtnih žrtev. V zadnjih letih se mine vse bolj uporabljajo kot orožje za boj proti lokalnemu civilnemu prebivalstvu.
Poleg očitne nevarnosti eksplozije lahko zakopani NUS povzroči onesnaženje okolja. Na nekaterih pogosto uporabljenih področjih vojaškega usposabljanja lahko kemikalije, povezane s strelivom, kot so eksplozivi in perklorat (sestavni del pirotehnike in raketnega goriva), prodrejo v tla in podtalnico.

## Tveganja in težave
Neeksplodirano orožje tudi že zelo staro, lahko eksplodira. Tudi če ne eksplodira med razgradnjo onesnažuje okolje. Izkopavanje, zlasti globoko zakopanih izstrelkov je težko in nevarno. Ko so izstrelki odkriti, jih je pogosto mogoče varno prenesti do mesta, kjer se jih da uničiti, v nasprotnem primeru pa jih je treba detonirati na mestu - včasih je zato potrebno evakuirati tudi na stotine domov.
Neeksplodirana ubojna sredstva še iz sredine 19. stoletja, še vedno predstavljajo nevarnost po vsem svetu, tako na sedanjih kot na nekdanjih bojnih območjih in na vojaških streliščih. Glavna težava neeksplodiranih ubojnih sredstev je, da se z leti sprožilec ubojnega sredstva in naboj poslabšata, zaradi česar sta pogosto bolj občutljiva na motnje in zato nevarnejša za ravnanje. Gradbena dela lahko vplivajo na neeksplodirane bombe, ki lahko nato eksplodirajo zaradi posega v okolje. Gozdni požari se lahko povečajo, če pokopano ubojno sredstvo eksplodira in tudi vročinski valovi, zaradi katerih se vodni nivo močno spusti, lahko poveča nevarnost potopljenega orožja. Obstaja nešteto primerov, kako ljudje posegajo v neeksplodirana ubojna sredstva stara več let, kar se pogosto konča s smrtnimi posledicami.  Zato je splošno priporočljivo, da se nekvalificirane osebe ne dotikajo ničesar, kar je podobno tem sredstvom. Namesto tega je treba lokacijo sporočiti lokalni policiji, da bodo strokovnjaki za odstranjevanje bomb ali odstranjevanje eksplozivnih orožij to storili na varen način.
Čeprav ima strokovno osebje za odstranjevanje ubojnih sredstev strokovno znanje, spretnosti in opremo, vseeno niso imuni na nesrečo: Junija 2010 so gradbeni delavci v nemškem Göttingenu odkrili 500-kilogramsko zavezniško bombo iz druge svetovne vojne, katera je bila pokopana približno 7 metrov pod zemljo. Nemški strokovnjaki so bili obveščeni in so se udeležili kraja dogodka. Medtem so bili prebivalci, ki živijo v bližini, evakuirani, osebje za odstranitev eksploziva pa se je pripravljalo na razorožitev bombe a je eksplodirala, tri od njih je ubila, šest pa jih je hudo ranila. Vsi udeleženi strokovnjaki so imel po več kot 20 let praktičnih izkušenj, na tem področju in so na varno pred tem pospravili že med  600 in 700 neeksplodiranih bomb. Bomba, ki je usmrtila in poškodovala osebje, je bila posebej nevarna, ker je bila opremljena s kemično varovalko z zapoznelim delovanjem (z vgrajeno protiblokirno napravo), ki ni delovala v skladu z načrtom, po 65 letih pa je pod zemljo postala zelo nestabilna.Običajno se uporabljala vrsta zapoznele varovalke tudi v primeru bombe v Göttingenu: Steklena viala z acetonom je bila razbita po sprostitvi bombe; aceton je bil namenjen, ko je kapljal navzdol, razgraditi celuloidne diske, ki so zadržali vzmetni sprožilec, ki bi udaril v detonator, ko bi se diski po nekaj minutah ali urah dovolj razgradili. Ta bombe pa ni bila usmerjena navzdol, tako da aceton ni kapljal na celuloid in ga oslabel; vendar so se diski dolga leta razgrajevali, dokler sprožilec ni bil sproščen in je bomba spontano detonirala ali ko je oslabela zaradi trkanja. 
Novembra 2013 so v eksploziji med čiščenjem neeksplodiranega orožja s strelišča v kampu Pendleton umrli štirje ameriški marinci. Natančen vzrok ni znan, toda marinci so si medseboj zbirali granate, kar je dovoljeno, vendar odsvetovano, in domneva se, da je granata morda eksplodirala po udarcu ali trčenju in sprožila na stotine drugih granat.
Dramatičen primer nevarnosti streliva in eksplozivov (MEC) je razbitina SS Richarda Montgomeryja, potopljenega v plitvi vodi približno 2,4 km od mesta Sheerness in 8 kilometrov od Southenda, ki še vedno vsebuje 1.400 ton eksploziva. Ko je leta 1967 eksplodirala globlja razbitina SS Kielce z veliko manjšim tovorom eksploziva, je sprožila zemeljsko tresenje 4,5 po Richterjevi lestvici.

## Okoli sveta
| Mesto                              | Država               | Mine v milijonih |
| ---------------------------------- | -------------------- | ---------------- |
| 1.                                 | Egipt                | 23               |
| 2.                                 | Iran                 | 16               |
| 3.                                 | Afganistan           | 10               |
| 4.                                 | Angola               | 10               |
| 5.                                 | Kitajska             | 10               |
| 6.                                 | Irak                 | 10               |
| 7.                                 | Kambodža             | 7                |
| 8.                                 | Bosna in Hercegovina | 6                |
| 9.                                 | Kuvajt               | 5                |
| 10.                                | Vietnam              | 3.5              |
| Skupaj na svetu= 110 milijonov min |                      |                  |

### Afrika
Severna Afrika, zlasti puščavska območja Sahare, je močno minirano kar ima resne posledice za lokalno prebivalstvo. Egipt ima po številu zakopanih in najdenih največ min na svetu. (od leta 2000 do leta 19,7 milijona min).
Kopenske mine in drugi eksplozivni ostanki vojne pa niso omejeni na severno Afriko; nenehno ogrožajo lokalno prebivalstvo po vsej celini, vključno z državami Etiopije, Somalije, Nigerije, Senegala, Angole, Kenije, Ugande in Južne Afrike, če omenimo le nekatere. V tropskih predelih tajfuni in poplave pogosto razselijo in razširijo mine, kar dodatno poslabša problem. V Mozambiku je zaradi tega zdaj kar 70% države obdano z minami.

### Severna in južna Amerika

#### Kolumbija
Med dolgim kolumbijskim konfliktom, ki se je začel okoli leta 1964, je bilo na podeželskih območjih po vsej Kolumbiji uporabljeno zelo veliko min. Mine so doma narejene in so bile postavljene predvsem v zadnjih 25 letih konflikta, kar je znatno oviralo razvoj podeželja. Za namestitev min so običajno krivili uporniški skupini FARC in manjši ELN. Prizadeti so vsi oddelki Kolumbije, najbolj pa Antioquia, kjer leži mesto Medellin. Po podatkih kolumbijske vlade je po Afganistanu Kolumbija drugo območje po številu žrtev nagaznih min, od leta 1990 pa je več kot 11.500 ljudi umrlo ali bilo huje ranjeno zaradi min.
Septembra 2012 se je v Havani uradno začel kolumbijski mirovni proces, avgusta 2016 pa so ZDA in Norveška sprožile mednarodni petletni program za razminiranje, katerega zdaj podpira že 24 držav in EU. Pri prizadevanjih za razminiranje sodelujeta kolumbijska vojska in FARC. Program namerava Kolumbijo očistiti min in drugih NUS do leta 2021, program financirajo z skoraj 112 milijoni ameriških dolarjev, od tega 33 milijonov ameriških dolarjev z strani ZDA (kot del večjega ameriškega načrta za zunanjo politiko Kolumbija) in 20 milijonov dolarjev Norveške. Strokovnjaki pa so ocenili, da bo zaradi težkega terena razminiranje trajalo vsaj desetletje.

#### Združene države Amerike
Medtem ko v nasprotju z mnogimi državami v Evropi in Aziji ZDA niso bile zračno bombardirane, po navedbah ministrstva za obrambo "milijoni hektarjev" lahko vsebujejo NUS, zavrženo vojaško strelivo (DMM) in sestavne dele streliva (npr. Eksplozivne snovi)
Po dokumentih ameriške Agencije za varstvo okolja, objavljenih konec leta 2002, predstavlja 16.000 NUS na domačih neaktivnih vojaških poligonih znotraj ZDA "neposredno in znatno" tveganje za javno zdravje in bi lahko zahtevalo največje čiščenje okolja doslej po ceni najmanj 14 milijard ameriških dolarjev. Nekateri posamezni razponi obsegajo 500 kvadratnih milj, skupaj pa obsegajo območje velikosti Floride. 
Na skupni bazi Cape Cod (JBCC) v Cape Codu v Massachusettsu je desetletja topniškega usposabljanja onesnažila edino pitno vodo katero uporablja tisoče okoliških prebivalcev. V teku so draga prizadevanja za predelavo NUS.
NUS v ameriških vojaških bazah je povzročil težave pri prenosu in obnovi kopnega preusmeritve in zaprtja baze (BRAC). Prizadevanja Agencije za varstvo okolja za komercializacijo nekdanjih poligonov za testiranje streliva zapletajo NUS, zaradi česar so naložbe in razvoj tvegani.
Čiščenje NUS v ZDA vključuje več kot 10 milijonov hektarjev (40.000 km2) zemlje in 1.400 različnih lokacij. Ocenjeni stroški čiščenja so deset milijard dolarjev. Rušenje NUS na mestu stane približno 1000 USD. Drugi stroški vključujejo pregled in kartiranje, odstranjevanje vegetacije z lokacije, prevoz in osebje za ročno odkrivanje NUS z detektorji kovin. Iskanje NUS je dolgočasno delo in pogosto se na vsak najden NUS izkoplje 100 lukenj. Druge metode iskanja NUS vključujejo digitalno zaznavanje geofizike s kopenskimi in zračnimi sistemi.

#### Primeri
Decembra 2007 je bil NUS odkrit na novih razvojnih območjih zunaj Orlanda na Floridi, gradnjo pa je bilo treba ustaviti. Prizadeta so tudi druga območja v bližini; na primer čolnarji se izogibajo indijski rečni laguni, v kateri je NUS, kamor menijo da so v času druge svetovne vojne metali neeksplodirane bombe piloti iz bližnje pomorske letalske postaje DeLand. 
Nacionalno zatočišče divjih živali na otoku Plum Tree v mestu Poquoson v Virginiji so piloti iz bližnje letalske baze Langley od leta 1917 do petdesetih let 20. stoletja močno izkoriščali kot območje za bombardiranje. Nekdanji obseg bombardiranja na 3276 hektarjev (1.326 ha) je bil predan ameriški službi za ribe in divje živali leta 1972. Zapisi letalskih enot kažejo, da je bilo decembra 1938 v samo eni vaji spuščenih 150 ton bomb. Ker je območje izmenično močvirnato ali peščeno, veliko bomb ni eksplodiralo, temveč so bile delno ali v celoti zakopane v blato in pesek ali ležejo tik ob morju. Leta 1958 so bili trije najstniki, ki so s čolnom pristali na otoku, hudo poškodovani, ko je eksplodirala 11-kilogramska testna bomba. Od leta 2007 ameriška vojska z Otoka ni odstranila niti ene bombe. Otok je v bližini Poquoson Flats, priljubljene destinacije za ribiče in rekreativne navtike. Nekatere znake, ki so bili postavljeni na morju, da bi plovce opozorili na skrito nevarnost, ki jo predstavlja NUS tik ob morju ali pokopan pod idilično videti peščeno plažo in solnikom, so nevihte raznesle in jih niso nadomestili. Po navedbah Inženirskega korpusa ameriške vojske bi čiščenje NUS na otoku Plumtree lahko trajalo leta in stalo več deset milijonov dolarjev.
Med prvo svetovno vojno je bil na ameriški univerzi ustanovljen ameriški kemijski korpus s sedežem v stavbi McKinley na univerzi. Po vojni je bilo veliko strupenih kemikalij in orožja pokopanih v okolici severozahodnega DC, kjer je univerza, ali okoli nje. Izkopavanja na tem območju so bila izvedena po pomembnih odkritjih leta 2010.
Čeprav je razmeroma redko, neeksplodirano orožje iz ameriške državljanske vojne ga še vedno občasno najdejo in je tudi po 150 letih še vedno smrtonosno. Vojske Unije in Konfederacije so med letoma 1861 in 1865 med seboj izstrelile približno 1,5 milijona topniških granat, od katerih vsaka peta ni eksplodirala. Leta 1973 so med obnovo dvorca Weston Manor, plantažne hiše iz 18. stoletja v Hopewellu v Virginiji, ki so jo med državljansko vojno granatirali pripadniki Unije, našli živo granato, vgrajeno v strop jedilnice. Granata je bila razorožena in je sedaj kot znamenitost razstavljena za obiskovalce nasada.
Konec marca 2008 je bilo na Peterburškem nacionalnem bojišču, kjer je potekala 292-dnevna vojna, odkrita 20-kilogramska in 20 centimetrska minometna granata. Granato  so odpeljali na mestno odlagališče, kjer so jo strokovnjaki za odstranjevanje orožja varno dezaktivirali.. Leta 2008 je bil navdušenec državljanske vojne Sam White ubit, ko je eksplodirala 9-palčna (23 cm) in 34-kilogramska mornariška bomba, ki jo je poskušal razorožiti na dovozu svojega doma v predmestju Richmonda v Virginiji. Eksplozija je povzročila, da je del izstrelkov odletel v hišo, oddaljeno 400 m.
Po podatkih Alaska State Troopers so vojaki Fort Wainwright 19. septembra 2019 varno dezaktivirali neeksplodirano zračno bombo, ki so jo našli v domu ob ulici Warner Road.

### Kanada
Velik del neuporabljenega orožja v Kanadi po drugi svetovni vojni je bil odložen vzdolž vzhodne in zahodne obale države na lokacijah, ki so jih izbrale kanadske vojaške oblasti . Druge NUS v Kanadi najdemo na mestih, ki jih kanadska vojska uporablja za vojaške operacije, usposabljanja in preizkušanje orožja. Ta mesta so označena v okviru programa "zapuščena območja", ki je bil ustvarjen leta 2005 za ugotavljanje območij ali tveganj zaradi neeksplodiranih ubojnih sredstev . Od leta 2019 je Ministrstvo za nacionalno obrambo potrdilo 62 lokacij kot zapuščena mesta, nadaljnjih 774 lokacij pa še mora biti ocenjenih. Bilo je nekaj polemik, ker so bila nekatera zemljišča, ki si jih je kanadska vojska med drugo svetovno vojno prilastila, v lasti Prvih narodov, na primer 2000 hektarjev, ki sestavljajo kamp Ipperwash v Ontariu, in so bila dana z razumevanjem, da jih bodo ob koncu vojne vrnili . Ta zemljišča so zahtevala in še vedno potrebujejo obsežna čiščenja zaradi možnosti prisotnosti NUS.

### Azija

#### Japonska
Na tisoče ton NUS ostaja pokopanih po celotni Japonski, zlasti na Okinavi, kjer je bilo v zadnjem letu druge svetovne vojne izpuščenih več kot 200.000 ton orožja. Od leta 1945 do konca ameriške okupacije otoka leta 1972 so japonske samoobrambne sile (JSDF) in ameriška vojska odstranile 5.500 ton NUS. JSDF je od leta 1972 na Okinavi izvedel več kot 30.000 operacij odstranjevanja NUS, po ocenah pa bi lahko odstranjevanje preostalih NUS trajalo približno stoletje. Vendar pa zaradi odstranjevanja NUS niso poročali o nobenih poškodbah ali smrtnih primerih. Tokio in druga večja mesta, vključno s Kobejem, Jokohamo in Fukuoko, so bili med drugo svetovno vojno tarča več obsežnih zračnih napadov, ki so za seboj pustili številne NUS. Še naprej odkrivajo tudi ohišje iz pušk cesarske vojske in mornarice.
29. oktobra 2012 je bila v bližini ob vzletno-pristajalni stezi na letališču v Sendaiju med rekonstrukcijo po potresu in cunamiju v Tohokuju leta 2011 odkrita neeksplodirana 250-kilogramska ameriška bomba z delujočim detonatorjem. Letališče se je odprlo dan po odkritju, ko je bila bomba varno ohranjena, a se je 14. novembra ponovno zaprlo, medtem ko je bila bomba dezaktivirana in varno odstranjena.
Marca 2013 je bila na gradbišču v tokijskem oddelku Kita blizu postaje Kaminakazato na progi JR Keihin Tohoku odkrita neeksplodirana protiletalska bomba dolžine 40 centimetrov. Enota za dezaktivacijo bomb JXDF NUS je junija dezaktiviral bombo, zaradi česar je bilo 150 rednih železniških prevozov ustavljeno. Tri ure je čakalo 90.000 potnikov. Julija je bila v bližini postaje Akabane na oddelku Kita odkrita 1000-kilogramska neeksplodirana ameriška bomba iz zračnega napada, ki jo je JGSDF novembra odstranil, kar je povzročilo evakuacijo 3000 gospodinjstev v bližini in zamudo več vlakov za eno uro, medtem ko je bila NUS odstranjena.
13. aprila 2014 je JGSDF razstrelil 250-kilogramsko ameriško zažigalno bombo, odkrito na gradbišču v mestu Kurume v prefekturi Fukuoka, zaradi česar je bilo treba evakuirati 740 ljudi, ki živijo v bližini.
16. marca 2015 je bila v središču Osake najdena 910 kg težka bomba.
Decembra 2019 je bilo evakuiranih 100 stavb, da bi odstranili 230 kilogramov težko bombo iz 2. svetovne vojne, ki so jo našli v kampu Kinser na Okinavi. 

#### Jugovzhodna Azija
Večina držav jugovzhodne Azije - in vse države Indokine - je onesnaženih z neeksplodiranimi sredstvi. Večina današnjih NUS so ostanki vietnamske vojne, ki je poleg Vietnama vključevala tudi sosednjo Kambodžo in Laos, prispevali pa so tudi drugi konflikti in državljanske vojne.

##### Laos
Neeksplodiran "bombi" BLU-26 v Laosu
Krater bombe, zapuščen po približno 0,4 tone (1000 lb) ameriških zračnih silah NUS, je eksplodiral brez opozorila v južnem Laosu leta 2000.
Laos velja za najbolj bombardirano državo na prebivalca na svetu. V obdobju vietnamske vojne je več kot pol milijona ameriških bombnih misij na Laos spustilo več kot 2 milijona ton orožja, večino protitloveških kasetnih bomb. Vsaka lupina kasetne bombe je vsebovala na stotine posameznih bomb, "bombic", velikih približno teniško žogico. Ocenjeno je, da 30% tega streliva ni eksplodiralo. Deset od 18 laoških provinc je bilo opisanih kot "močno onesnaženih" Indokina z artilerijskimi in minometnimi granatami, minami, raketami, granatami in drugimi napravami iz različnih držav izvora. To strelivo predstavlja stalno oviro za kmetijstvo in posebno nevarnost za otroke, ki jih privlačijo igračam podobne naprave.
Po koncu vojne je čez Laos ostalo približno 288 milijonov kasetnega streliva in približno 75 milijonov neeksplodiranih bomb. Med leti 1996–2009 je bilo uničenih več kot milijon kosov NUS, s čimer se je sprostilo 23.000 hektarjev zemlje. Med letoma 1999 in 2008 je bilo zaradi incidentov, povezanih z NUS, 2184 žrtev (vključno z 834 smrtnimi žrtvami).

##### Vietnam
V Vietnamu je v zemlji in gorah pokopanih 800.000 ton min in neeksplodiranih ubojnih sredstev. Od leta 1975 do 2015 je bilo zaradi bomb, ki so ostale v drugi vojni na Indokini, ranjenih ali ubiti do 100.000 ljudi. 
Trenutno je vseh 63 provinc in mest onesnaženih z NUS in protipehotnimi minami. Vendar je mogoče razminiranje dati prednost severnim obmejnim provincam Lang Son, Ha Giang in šestim osrednjim provincam Nghe An, Ha Tinh, Quang Binh, Quang Tri, Thua Thien in Quang Ngai. Zlasti v teh 6 osrednjih provincah je bilo do leta 2010 22.760 žrtev min in NUS, od tega 10.529 umrlih in 12.231 ranjenih.
"Nacionalni akcijski načrt za preprečevanje in boj proti neeksplodiranim ubojnim sredstvom in minam od leta 2010 do 2025" je vietnamska vlada pripravila in objavila aprila 2010.

#### Zahodna Azija
Zahodna Azija, vključno z Bližnjim vzhodom in obmejnimi državami do Rusije, je močno prizadeta zaradi NUS, zlasti kopenskih min. Ne samo, da redno ubijajo in pohabljajo civiliste, ovira tudi gospodarsko rast in razvoj z omejevanjem uporabe naravnih virov in kmetijskih zemljišč.

##### Irak
Irak je v veliki meri onesnažen z neeksplodiranimi ostanki med iransko-iraške vojne (1980–88), Zalivske vojne (1990–91), iraške vojne (2003–11) in v zadnjem času z nedavno iraške državljanske vojne. NUS v Iraku predstavlja še posebej resno grožnjo civilistom, saj so ameriške in britanske zračne sile v mestih in gosto naseljenih območjih odvrgle milijone kasetnega streliva, večinoma v prvih nekaj tednih invazije leta 2003. Ocenjuje se, da 30% strelivo ni uspelo detonirati pri udarcu in majhne neeksplodirane bombe redno najdemo v domovih v Iraku in okoli njih ter pogosto pohabljamo ali ubijamo civiliste in omejujemo rabo zemljišč. Od leta 1991 do 2009 je bilo samo s kasetnimi bombami ubitih približno 8000 ljudi, od tega 2000 otrok. Kopenske mine so še en del problema NUS v Iraku, saj zasipajo velika območja kmetijskih zemljišč in številna naftna polja, kar močno vpliva na gospodarsko okrevanje in razvoj.
V Iraku ni poročanja in spremljanja, popolnoma zanesljive raziskave in pregleda ravni lokalnih nevarnosti pa ne obstajajo. Manjkajo tudi koristni statistični podatki o poškodbah in smrtnih primerih, ki jih je povzročil NUS. UNDP in UNICEF pa sta leta 2009 izdala delno poročilo o raziskovanju, v katerem sta ugotovila, da je celotna država onesnažena in da je NUS prizadelo več kot 1,6 milijona Iračanov. Skupno je več kot 1.730 km2 (670 kvadratnih milj) nasičenih z neeksplodiranimi sredstvi (vključno s kopenskimi minami). Jugovzhodna regija in Bagdad sta najbolj onesnaženi območji, UNDP pa je okoli 4000 skupnosti določil kot "nevarna območja".

##### Kuvajt
Vlada je začela Kuvajtski projekt sanacije okolja, sklop poslov v obsegu 2,9 milijarde ameriških dolarjev, med drugim za spodbujanje odstranjevanja neeksplodiranih ubojnih sredstev iz prve zalivske vojne.
Glede posebej odstranjevanja bomb naj bi imel proračun približno 20 milijonov ameriških dolarjev.
Družbe, ki so bile predhodno kvalificirane, kot je napovedal KOC, so:
- Azerbajdžanska nacionalna agencija za razminiranje (ANAMA, Azerbajdžan)
- EOD tehnologija (ZDA)
- Expal Systems (Španija)
- Tehnične storitve Explomo (Singapur)
- G4S obvladovanje tveganj (Združeno kraljestvo)
- Naloge Horizon (Indija)
- Izvajalci pomorske in podvodne varnosti (ZAE)
- Mechem (Južna Afrika)
- Mine / Eodclr (Kanada)
- Minetech International (Združeno kraljestvo)
- Notra (Kanada)
- Oljna mine (Britanski Deviški otoki)
- Relyant (ZDA)
- RPS Energy (Združeno kraljestvo)
- Sarvatra Technical Consultants (Indija)

Po navedbah industrijskega vira naj bi KOC objavil še en razpis konec tega meseca. Za to bodo zahtevane ponudbe za pogodbo, ki bo vključevala odvzem 30.000 vzorcev iz oljnih jezer v Kuvajtu, da bi bolje razumeli naravo onesnaženja v puščavah, onesnaženih z nafto v državi.
Od vojne v Perzijskem zalivu je ostalo veliko nešteto min, bomb in drugih eksplozivov, zaradi česar je preprost zavoj na makadamski cesti življenjsko nevaren manever, razen če je v celoti izveden na območju, ki ga pokrivajo sveže sledi gum. Če tvegate hojo ali vožnjo po neznanih območjih, tvegate, da razstrelite pozabljene eksplozive.
V mestu Kuvajt obstajajo nekateri znaki, ki opozarjajo ljudi, naj se na primer držijo oddaljenosti od širokih in bleščečih plaž. Čeprav imajo tudi strokovnjaki še vedno težave. Glede na članek New York Timesa: Več savdskih vojakov, ki sodelujejo pri odstranjevanju min, je bilo ubitih ali ranjenih. Dva sta bila ranjena, ko sta novinarjem demonstrirala razminiranje. 
Tedne takoj po Zalivu so bolnišnice v Kuvajtu poročale, da se zdi, da mine niso glavni vzrok za poškodbe. Šest tednov po iraškem umiku v bolnišnici Ahmadi na območju, polnem kasetnih bomb in iraških min, je bila edina poškodovana uslužbenka bolnišnice, ki je za spomin vzela protipehotno bombo.

##### Libanon
Po vojni med Izraelom in Libanonom leta 2006 se ocenjuje, da je južni Libanon posut z milijonom nedetiranih kasetnih bomb - približno 1,5 bombe na libanonskega prebivalca regije, ki so jih izraelske obrambne sile spustile v vojna.

#### Evropa
Kljub množičnim prizadevanjem za razminiranje je NUS v določeni meri še vedno prizadet iz pretežno prve in druge svetovne vojne, nekatere države bolj kot druge. Vendar novejši in sedanji vojaški konflikti močno prizadenejo tudi nekatera območja, zlasti države nekdanje Jugoslavije na zahodnem Balkanu in Ukrajino.

##### Slovenija
Na ozemlju Republike Slovenije je veliko ostankov različnih neeksplodiranih ubojnih sredstev, ostalin prve in druge svetovne vojne, pa tudi vojne za Slovenijo. Med najdbami je največ ročnih bomb, različnih vrst streliva za pehotno orožje, vžigalnikov, protipehotnih in protioklepnih min ter letalskih bomb. Največja verjetnost, da bomo naleteli na neeksplodirana ubojna sredstva, je na območju severnoprimorske regije, kjer je med prvo svetovno vojno potekala soška fronta. Sledi območje Žužemberka na Dolenjskem ter center Maribora s Teznom, zaradi nekdanje tovarne letalskih motorjev. Z odstranjevanjem NUS se ukvarja Državna enota za varstvo pred neeksplodiranimi ubojnimi sredstvi (DEvNUS), ki deluje pod Upravo Republike Slovenije za zaščito in reševanje. DEvNUS povprečno posreduje enkrat dnevno, vsak dan v povprečju odkrijejo okrog 18 kosov, 24 kilogramov najdenih neeksplodiranih ubojnih sredstev pa je dnevno povprečje zadnjih 12 let. 
Najbolj odmevni primer v zadnjem času Maribor 3. 11. 2019 odstranjena 500 kilogramska bomba. V skupno 29 bombnih napadih v letih 1944 in 1945 so zavezniška letala na Maribor odvrgla 15.795 bomb. Po ocenah strokovnjakov pod površjem še zmeraj počiva vsaj 200 neeksplodiranih bomb.
| Leto   | Število intervencij | Število kosov | Teža v kg |
| 2005   | 390                 | 12949         | 9559,3    |
| 2006   | 329                 | 12029         | 11354,1   |
| 2007   | 373                 | 3597          | 6840,9    |
| 2008   | 364                 | 4738          | 5938,6    |
| 2009   | 363                 | 10748         | 9184,8    |
| 2010   | 400                 | 6110          | 10049,8   |
| 2011   | 373                 | 4244          | 9670,0    |
| 2012   | 406                 | 5101          | 5577,0    |
| 2013   | 426                 | 3961          | 7830,1    |
| 2014   | 485                 | 8690          | 14543,8   |
| 2015   | 477                 | 7439          | 8789,0    |
| 2016   | 456                 | 1749          | 6948,6    |
| 2017   | 494                 | 3299          | 9474,3    |
| 2018   | 477                 | 3777          | 8146,6    |
| 2019   | 448                 | 4077          | 7531,4    |
| 2020   | 511                 | 3529          | 7878,8    |
| 2021   | 654                 | 4271          | 13363,5   |
| Skupaj | 7.426               | 100.308       | 152.679,9 |

##### Avstrija
Neeksplodirano orožje druge svetovne vojne v Avstriji dvakrat letno razstrelijo na vojaškem poligonu blizu Allentsteig-a. Poleg tega še vedno pridobivajo eksplozive iz jezer, rek in gora iz prve svetovne vojne na meji med Avstrijo in Italijo.

##### Balkan
Zaradi jugoslovanskih vojn (1991–2001) so bile zaradi NUS negativno prizadete države Albanija, Bosna in Hercegovina, Hrvaška in Kosovo, večinoma zaradi kopenskih min v hribovitem in gorskem območju. Zaradi premajhne ozaveščenosti o teh povojnih minah je število civilnih žrtev naraščalo od konca vojn. 
Ekipa Zvezne uprave za civilno zaščito (FUCZ) je septembra 2019 deaktivirala in uničila štiri bombe iz 2. svetovne vojne, najdene na gradbišču v središču Sarajeva. 

##### Francija in Belgija
V francoski regiji Ardennes so bile med operacijami odstranjevanja MEC leta 2001 potrebne obsežne evakuacije državljanov. V gozdovih Verduna francoski vladni "démineurs", ki dela za Département du Déminage, še vedno lovi na strupeno, hlapno in / ali eksplozivno strelivo in letno predelajo približno 900 ton. Najbolj se bojijo korodirane topniške lupine, ki vsebujejo kemična bojna sredstva, kot je iperit (gorčični dim). Francoski in flamski kmetje pri oranju svojih polj še vedno najdejo veliko NUS, tako imenovano "žetev železa".
V Belgiji, Dovo, enota za odstranjevanje bomb v državi, vsako leto odkrije med 150 in 200 ton neeksplodiranih bomb. Od ustanovitve leta 1919 je bilo ubitih več kot 20 pripadnikov enote.
Februarja 2019 so na gradbišču na Porte de la Chapelle v bližini Gare du Nord v Parizu našli bombo s težo 450 kg. Bombo, ki je privedla do začasne odpovedi vlakov Eurostar za Pariz in evakuacije 2000 ljudi, je RAF verjetno spustil aprila 1944 in ciljal na nacistični Pariz pred pristankom dneva D v Normandiji.

##### Nemčija
V Nemčiji še vedno vsako leto odkrijejo na tisoče NUS iz druge svetovne vojne.  Koncentracija je še posebej velika v Berlinu, kjer vsako leto odkrijejo številne topniške granate in manjše strelivo iz Berlinske bitke. Medtem ko večina primerov prinaša le lokalne novice, je bila ena najspektakularnejših najdb v novejši zgodovini ameriška zračna bomba s 500 kilogrami (230 kg), odkrita v Münchnu 28. avgusta 2012. Ker se je zdelo preveč nevarno za prevoz, ga je bilo treba eksplodirati na kraju samem, razbiti okna na širokem območju Schwabinga in povzročiti strukturno škodo na več domovih kljub previdnostnim ukrepom za čim manjšo škodo.
Eden največjih posameznih kosov, ki so jih kdaj našli, je bila neeksplodirana bomba "Tallboy", odkrita na jezu Sorpe leta 1958. Leta 2011 so v Koblenzu na dnu reke Ren po dolgotrajni suši odkrili 1,8-tonsko bombo RAF iz druge svetovne vojne. Povzročila je evakuacijo 45.000 ljudi iz mesta. Maja 2015 je moralo okoli 20.000 ljudi zapustiti domove v Kölnu, da so bili varni, medtem ko je bila enotonska bomba razstreljena. 
20. decembra 2016 so v središču mesta Augsburg našli še eno 1,8-tonsko bombo RAF, ki je 25. decembra povzročila evakuacijo 54.000 ljudi, kar je veljalo za največjo evakuacijo, povezano z bombami, v takratni povojni zgodovini Nemčije. Maja 2017 je bilo treba v Hannovru evakuirati 50.000 ljudi, da so razblinili tri britanske neeksplodirane bombe.
29. avgusta 2017 je bila med gradbenimi deli v bližini univerze Goethe v Frankfurtu odkrita britanska bomba HC 4000, ki je zahtevala evakuacijo približno 70.000 ljudi v radiju 1,5 km. To je bila največja evakuacija v Nemčiji po drugi svetovni vojni.  Kasneje je bil 3. septembra uspešno odstranjen.+
8. aprila 2018 je bila v Paderbornu odstranjena 1,8-tonska bomba, zaradi katere je bilo evakuiranih več kot 26.000 ljudi. 24. maja 2018 je v Dresdnu razpadla 250-kilogramska bomba, potem ko so prvi poskusi deaktiviranja propadli, in povzročila majhno eksplozijo. 3. julija 2018 je bila v Potsdamu onemogočena 250-kilogramska bomba, zaradi katere je bilo iz regije evakuiranih 10.000 ljudi.  Avgusta 2018 je bilo treba v mestu Ludwigshafen evakuirati 18.500 ljudi, da bi detonirali 500 kg težko bombo, ki so jo spustile ameriške sile.
Poleti 2018 so visoke temperature povzročile zmanjšanje vodostaja reke Labe, v katero so odvrgli granate, mine in druge eksplozive, ustanovljene v vzhodnonemških deželah Saška-Anhalt in Saška. Oktobra 2018 so med gradbenimi deli v Europaviertelu v Frankfurtu našli bombo iz 2. svetovne vojne, v radiju 700 m je bilo prizadetih 16.000 ljudi. Novembra 2018 je bilo treba evakuirati 10.000 ljudi, da bi razbili ameriško neeksplodirano bombo, ki so jo našli v Kölnu. Decembra 2018 je bila v Mönchengladbachu odkrita 250-kilogramska bomba iz druge svetovne vojne. 
31. januarja 2019 je bila v Lingenu v Spodnji Saški aktivirana bomba iz 2. svetovne vojne, ki je povzročila materialno škodo v razbijanju oken in evakuacijo 9.000 ljudi. Februarja 2019 so v Essnu našli ameriško neeksplodirano bombo, ki je privedla do evakuacije 4.000 prebivalcev v radiju od 250 do 500 metrov razbremenilnega dela. Nekaj tednov kasneje je 250-kilogramska bomba pripeljala do evakuacije 8000 ljudi v Nürnbergu. Marca 2019 so v Rostocku našli še 250 kg (550 lb) bombe. Aprila 2019 so v bližini ameriških vojaških objektov v Wiesbadnu našli bombo iz druge svetovne vojne.
14. aprila 2019 so evakuirali 600 ljudi, ko so v Frankfurtu na reki Majni odkrili bombo. Potapljači z mestno gasilsko službo so se udeležili rutinske vaje, ko so našli 250 kg (550 lb) naprave.
23. junija 2019 je zračna bomba iz druge svetovne vojne, ki je bila pokopana 4 metre pod zemljo na polju v Limburgu, samodetonirala in pustila krater, ki je meril 10 metrov široko in 4 metre globoko. Čeprav ni bil nihče ranjen, je bila eksplozija dovolj močna, da je zaznala manjši tresljaj 1,7 po Richterjevi lestvici. Junija 2019 so v bližini Evropske centralne banke v Frankfurtu na Majni našli bombo iz druge svetovne vojne, težko 500 kilogramov. Več kot 16.000 ljudem je bilo rečeno, naj evakuirajo lokacijo, preden so bombe 7. julija 2019 odstranile bombo.

##### Poljska
Oktobra 2020 so potapljači poljske mornarice odkrili šesttonsko britansko bombo "Tallboy". Medtem ko je bombo na daljavo nevtralizirala, je eksplodirala v ladijskem kanalu ob poljskem pristaniškem mestu Swinoujscie. Poljska mornarica je menila, da je to uspeh, ker so potapljači na koncu lahko uničili strelivo z ničelnimi žrtvami.  Vlada naj bi sprejela vse potrebne ukrepe, preden je začela razstreljevati bombo, ki je vključevala evakuacijo 750 prebivalcev z mesta.

##### Španija
Od osemdesetih let prejšnjega stoletja je več kot 750.000 kosov NUS od španske državljanske vojne (1936–1939) odkrila in uničila španska Guardia Civil. V 2010-ih je bilo vsako leto odstranjenih približno 1000 bomb, topniških granat in granat.

##### Ukrajina
Ukrajina je onesnažena z NUS iz prve svetovne vojne, druge svetovne vojne, nekdanjega sovjetskega vojaškega usposabljanja in sedanje ukrajinske krize, vključno z vojno v Donbasu. Večina NUS iz svetovnih vojn je bila verjetno odstranjena s prizadevanji za razminiranje sredi sedemdesetih let, vendar lahko občasni ostanki ostanejo na neznanih lokacijah. NUS iz nedavnih vojaških spopadov vključuje protipehotne mine in kasetne bombe, ki so jih izstrelile ukrajinske, provladne in ruske sile. Obstajajo tudi poročila o miniranjih, ki škodujejo civilistom. Ukrajina poroča, da sta Donjeck in Luganska oblast regiji, ki sta jo večinoma prizadeli neeksplodirano podstrelivo. Ustrezne in zanesljive statistike trenutno niso na voljo, informacije sodelujočih borcev pa so verjetno politično pristranske in delno špekulativne. Vendar je bilo samo v letih 2014 in 2015 zaradi NUS evidentiranih 600 smrtnih primerov in 2000 ranjenih.

##### Združeno kraljestvo
NUS je v Združenem kraljestvu običajna terminologija, čeprav se v topništvu, zlasti na poligonu, neeksplodirana lupina imenuje slepa, med Blitzom v 2. svetovni vojni pa je bila neeksplodirana bomba imenovana UXB.
Najnovejše tveganje za NUS je omejeno na območja v mestih, predvsem v Londonu, Sheffieldu in Portsmouthu, ki so bila med Blitzom močno bombardirana, in na zemljišča, ki jih vojska uporablja za shranjevanje streliva in za usposabljanje. Po podatkih Združenja za raziskave in informacije o gradbeni industriji (CIRIA) je bilo med letoma 2006 in 2009 na gradbiščih v Združenem kraljestvu odkritih več kot 15.000 kosov orožja. Neredko se zgodi, da je veliko domov začasno evakuirano, ko najdejo bombo. Aprila 2007 je bilo v Plymouthu evakuiranih 1.000 prebivalcev, ko je bila odkrita bomba druge svetovne vojne, in junija 2008 je bila v Bowu v vzhodnem Londonu najdena 1.000 kilogramov težka bomba. Leta 2009 je CIRIA objavila Neeksplodirano orožje (NUS) - vodnik za gradbeno industrijo za svetovanje glede ocene tveganja, ki ga predstavlja NUS.
Breme odstranjevanja eksplozivnih orožij v Združenem kraljestvu je razdeljeno med častnike za odlaganje bomb Royal Engineers, tehnike streliva Royal Logistic Corps v vojski, potapljače Kraljevske mornarice in oborožitelje Royal Air Force. Metropolitanska policija v Londonu je edina sila, ki se ne zanaša na obrambno ministrstvo, čeprav se na splošno bolj osredotoča na sodobne teroristične naprave kot na neeksplodirana orožja in bo pogosto poklicala vojaške ekipe za reševanje večjih in zgodovinskih bomb.
Maja 2016 so v nekdanji Royal High Junior School v Bathu našli bombo s težo 230 kilogramov (230 kg), zaradi katere je bilo evakuiranih 1.000 hiš. Septembra 2016 je bila na morskem dnu v pristanišču Portsmouth odkrita bomba s težo 1.102 lb (500 kg).  Marca 2017 je bila v parku Brondesbury v Londonu odkrita 230 kg težka bomba.  Maja 2017 je bila v Birminghamu aktivirana naprava s težo 250 kg.  Februarja 2018 je bila v Temzi odkrita 500 kg bomba, zaradi katere je letališče London City odpovedalo vse načrtovane lete. Februarja 2019 je bila v Dovercourtu blizu Harwicha v Essexu eksplozivna naprava s 3 palcev (76 mm) nameščena in uničena.
26. septembra 2019 naj bi bila osnovna šola Invicta Valley v Kings Hillu evakuirana, potem ko je bila v njeni bližini odkrita neeksplodirana bomba iz 2. svetovne vojne.

#### Pacifik
Pokopane in zapuščene zračne in minometne bombe, topniške granate in druga neeksplodirana orožja iz druge svetovne vojne so ogrožale skupnosti na otokih južnega Tihega oceana. Od leta 2014 je Urad za odstranjevanje in boj orožja pri uradu za politično-vojaške zadeve ameriškega zunanjega ministrstva v podporo programom za uničevanje konvencionalnega orožja na pacifiških otokih vložil več kot 5,6 milijona dolarjev. 
Na bojnem polju otoka Peleliu v republiki Palau je odstranitev NUS otok naredila varen za turizem. V provinci Head's Point Guadalcanal na Salomonovih otokih je bil vzpostavljen program usposabljanja za odstranjevanje eksplozivnih orožij, ki je varno odstranil stotine predmetov NUS. Usposobilo je policijsko osebje, da se je odzvalo na pozive EOD na otokih z visoko naseljenostjo. Na atolih Mili in Maloelap na Maršalovih otokih je odstranitev NUS omogočila širjenje prebivalstva na nekdaj nedostopna območja.
V Marianah še vedno pogosto najdemo in eksplodiramo neeksplodirana orožja iz obdobja druge svetovne vojne v nadzorovanih pogojih.
Septembra 2020 sta med eksplozijami v stanovanjskem naselju Honiara na Salomonovih otokih umrla dva uslužbenca Norveške ljudske pomoči ob čiščenju neeksplodiranega orožja, ki je ostalo v pacifiški vojni druge svetovne vojne.

## V mednarodnem zakonu
Protokol V h Konvenciji o določenem običajnem orožju zahteva, da morajo pogodbenice po koncu aktivnih sovražnosti območje pod svojim nadzorom očistiti pred "eksplozivnimi ostanki vojne". Kopenske mine so podobno zajete v Protokolu II.

## Tehnologija zaznavanja
Številna orožja, zlasti zračne bombe, so odkrita med gradbenimi deli, potem ko so desetletja ležala neodkrita. Če ne poči, medtem ko počiva neodkrit, ne pomeni, da bomba ne bo eksplodirala, ko bo motena. Takšna odkritja so pogosta v močno bombardiranih mestih, ne da bi bila dovolj resna grožnja za sistematično iskanje.
Kjer je znano, da je veliko neeksplodiranih ubojnih sredstev, se v primerih neeksplodiranih podstrelnih naprav na daljavo opravi vizualna interpretacija razpoložljivih zgodovinskih zračnih fotografij. Sodobne tehnike lahko kombinirajo geofizikalne in raziskovalne metode s sodobnimi elektromagnetnimi in magnetnimi detektorji. To zagotavlja digitalno preslikavo onesnaženja z NUS s ciljem boljšega ciljanja nadaljnjih izkopov, zmanjšanja stroškov kopanja na vsakem kovinskem stiku in pospeševanja postopka odstranjevanja. Magnetometrske sonde lahko zaznajo NUS in zagotovijo geotehnične podatke, preden se izvede vrtanje ali kopiranje.
V ZDA strateški program za okoljske raziskave in razvoj (SERDP) in program za certificiranje tehnologije okoljske varnosti (ESTCP)  programi ministrstva za obrambo financirajo raziskave o odkrivanju in diskriminaciji NUS iz odpadnih kovin. Velik del stroškov odstranjevanja NUS prihaja iz odstranjevanja neeksplozivnih predmetov, ki so jih prepoznali detektorji kovin, zato je izboljšana diskriminacija ključnega pomena. Nove tehnike, kot so rekonstrukcija oblike iz magnetnih podatkov in boljše tehnike odstranjevanja zvoka, bodo zmanjšale stroške čiščenja in izboljšale okrevanje. Meddržavni svet za tehnologijo in regulacijo je avgusta 2015 objavil Geofizično klasifikacijo za odziv na strelivo. NUS ali NUS (kot jih v nekaterih državah imenujejo neeksplodirane bombe) se na splošno razvrščajo v zakopane in nezakopane. Skupina za odstranjevanje opravi izvid območja in določi lokacijo streliva. Če ni pokopan, ga lahko skrbno izkopljemo in odstranimo. Toda če je bomba zakopana, postane to velika naloga. Ustanovi se skupina, ki z detektorji kovin poišče lokacijo bombe, nato pa zemljo previdno izkopljejo.